# Ристовский, Блаже
Блаже Петров Ристовский (макед. Блаже Ристовски; 21 марта 1931, с. Гарниково, Кавадарци — 28 ноября 2018, Скопье, Македония) — македонский политический деятель, вице-премьер первого правительства независимой Республики Македонии (1991—1992). Учёный- филолог, фольклорист,  историк, доктор филологических наук (1965), академик Македонской академии наук и искусств, руководитель редакции «Македонской энциклопедии».

## Биография
С детства, которое пришлось на годы второй мировой войны, участвовал в национально-освободительной борьбе македонского народа, с 1943 года был посыльным у подпольщиков. В 1945 году — участник создания конспиративной группы Македонской активной народно-коммунистической организации (МАНКО). Занимался печатанием, хранением и распространением листовок. Повергался арестам и тюремному заключению.
В 1955 г. окончил филологический факультет института санитарного просвещения в Скопье.

## Научная деятельность
Еще будучи студентом, редактировал журнал «Народно здравје», руководил отделом печати института (1953—1955). В 1956—1957 г. — учительствовал в г. Кавадарци, затем в 1957—1961 г. работал редактором на «Радио Скопје».
С 1961 по 1966 г. — преподаватель македонского языка и литературы на философском факультете университета в Любляне и Педагогической академии в Мариборе.
После защиты докторской диссертации в 1965 году стал директором Института фольклора в Скопье. Основатель и президент двухгодичного международного симпозиума балканского фольклора в Охриде. Инициатор расширения издательской деятельности Института фольклора.
В 1991—1992 г. — первый вице-премьер первого правительства независимой Республики Македонии. После выхода на пенсию трудился в должности научного руководителя Института старославянской культуры (1993—1995). Был членом многих отечественных и зарубежных редакций журналов и газет, в частности, «Етнологиа Славица» (Братислава), «Демос» (Берлин), «Народно стваралаштво-Фолклор» (Белград), «Погледи», «Современост», «Гласник» Института национальной истории (Скопье) и других. Председатель Комитета по македонско-украинскому сотрудничеству.

## Избранная библиография
Исследователь истории македонской литературы, языка и национального фольклора.
Автор книг о развитии македонской культурной и национальной мысли и более 800 статей в различных сборниках и журналах страны и за рубежом, многочисленных исследований на тему болгарско-македонских отношений.
- Крсте Мисирков (1968)
- Наце Д. Димов и программа македонской нации и государства (макед. Наце Д. Димов (1876-1916) и програмата за македонска нација и држава: свечен собир по повод 130-годишнината од смртта, 1973)
- Вклад в изучение македонского-русских отношений и развития македонского национального мышления (макед. Прилози кон проучувањето на македонско-руските врски и развитокот на македонската национална мисла, в 2-х томах, 1978)
- Македонская поэзия 1900—1944 (макед. Македонскиот стих 1900-1944, в 2-х томах, 1980)
- Македонский народ и македонская нация (макед. Македонскиот народ и македонската нација, в 2-х томах, 1983)
- Македонский фольклор и национальное осознание (макед. Македонскиот фолклор и националната свест, 1987)
- Македонские национально-освободительные песни (макед. Рациновите македонски народноослободителни песни, 1993)
- Македонская летопись (макед. Македонски летопис, в 2-х томах, 1993)
- Димитар В. Македонский (1999)
- История македонской нации (макед. Историја на македонската нација, 1999)
- Димитрий Чуповский и македонское национальное сознание (макед. Димитрија Чуповски и македонската национална свест, 2009)

## Награды и премии
- Медаль Пушкина (28 апреля 2011 года, Россия) — за большой вклад в укрепление российско-македонских отношений, популяризацию русского языка и культуры[2].
- Георгиевская медаль «Честь. Слава. Труд» IІІ степени.
- Номинант Международной Академии рейтинговых технологий и социологии «Золотая Фортуна» (2004)
- Золотая медаль имени В. И. Вернадского НАН Украины (2011)